# Македонци у Чешкој
Постоји мала заједница Македонаца у Чешкој. Међу избеглицама из Грчког грађанског рата које су примљене у Чехословачку крајем 1940-их, отприлике 4.000 је било македонске националности; преселили су се првенствено у чешки део земље. У знак сећања на 75 година од егзодуса деце избеглице у Чехословачку и Пољску, у јуну 2023. одржана је изложба у Крнову.

## Значајни људи
- Петра Цетковска (1985), тенисерка
- Марек Јанкуловски (1977), фудбалер